# Robert R. Redfield
Robert Ray Redfield Jr. (sinh ngày 10 tháng 7 năm 1951) là một nhà virus học người Mỹ. Ông là Giám đốc hiện tại của Trung tâm Kiểm soát và Phòng ngừa Dịch bệnh Hoa Kỳ, và là Nhà quản lý đương nhiệm của Cơ quan đặc trách các chất độc hại và theo dõi tật bệnh, đã phục vụ ở cả hai chức vụ này kể từ tháng 3 năm 2018.

## Xuất thân và giáo dục
Tên khai sinh là Robert Ray Redfield Jr. Cha mẹ của Redfield đều là nhà khoa học làm việc tại Viện Y tế Quốc gia; Sự nghiệp nghiên cứu y học của Redfield bị ảnh hưởng bởi gia thế như vậy. Redfield từng theo học tại Đại học Georgetown. Redfield lấy được bằng Cử nhân Khoa học từ Trường Đại học Nghệ thuật và Khoa học vào năm 1973. Sau đó, ông theo học Trường Y Đại học Georgetown, và được trao bằng Bác sĩ Y khoa vào năm 1977.

## Sự nghiệp

### Đời quân y
Sự nghiệp trong ngành y của Redfield bắt đầu tại Trung tâm Y tế Lục quân Walter Reed (WRAMC) ở Washington, D.C., nơi ông đã hoàn thành khóa đào tạo y khoa sau đại học và bác sĩ nội trú chuyên về nội khoa (1978-1980), với tư cách là sĩ quan quân đội Mỹ. Redfield hoàn thành nghiên cứu sinh lâm sàng và nghiên cứu tại WRAMC, về bệnh truyền nhiễm và y học nhiệt đới, vào năm 1982.
Redfield tiếp tục là một bác sĩ quân đội Mỹ và nhà nghiên cứu y tế tại WRAMC trong thập kỷ tiếp theo, làm việc trong các lĩnh vực virus học, miễn dịch học và nghiên cứu lâm sàng. Trong thời gian này, ông đã hợp tác với nhiều nhóm đi đầu trong nghiên cứu về AIDS, xuất bản một số bài báo và đóng vai trò là người ủng hộ các chiến lược để chuyển kiến thức thu được từ các nghiên cứu lâm sàng sang điều trị thực tế cho bệnh nhân mắc các bệnh do virus mạn tính.
Năm 1996, Redfield xuất ngũ về hưu với quân hàm đại tá, tập trung vào việc thành lập một tổ chức nghiên cứu đa ngành dành riêng cho việc phát triển các chương trình nghiên cứu và điều trị đối với nhiễm virus và bệnh mạn tính ở người. Cuối cùng, ông đồng sáng lập Viện Virus học ở người tại Maryland, cùng với đồng nghiệp nghiên cứu HIV của ông Robert Gallo và nhà dịch tễ học virus William Blattner.

### Trình độ học vấn
Redfield được biết đến với những đóng góp của ông trong giai đoạn này—về nghiên cứu lâm sàng, đặc biệt, cho nghiên cứu sâu rộng về virus học và phương pháp điều trị nhiễm HIV và AIDS. Trong những năm đầu điều tra về đại dịch AIDS vào những năm 1980, Redfield đã dẫn đầu nghiên cứu chứng minh rằng retrovirus HIV có thể lây truyền qua đường tình dục khác giới. Ông cũng đã phát triển hệ thống phân chia theo giai đoạn hiện đang được sử dụng trên toàn thế giới để đánh giá lâm sàng về nhiễm HIV. Dưới sự lãnh đạo lâm sàng của ông tại Đại học Maryland, cơ số bệnh nhân đã tăng từ 200 bệnh nhân lên khoảng 6.000 ở Baltimore và Washington, D.C., và hơn 1,3 triệu người ở các quốc gia châu Phi và Caribe. Dưới sự lãnh đạo nghiên cứu của Redfield, nhóm nghiên cứu lâm sàng của ông đã cạnh tranh thành công và giành được hơn 600 triệu đô la tài trợ nghiên cứu.

### Lãnh đạo CDC

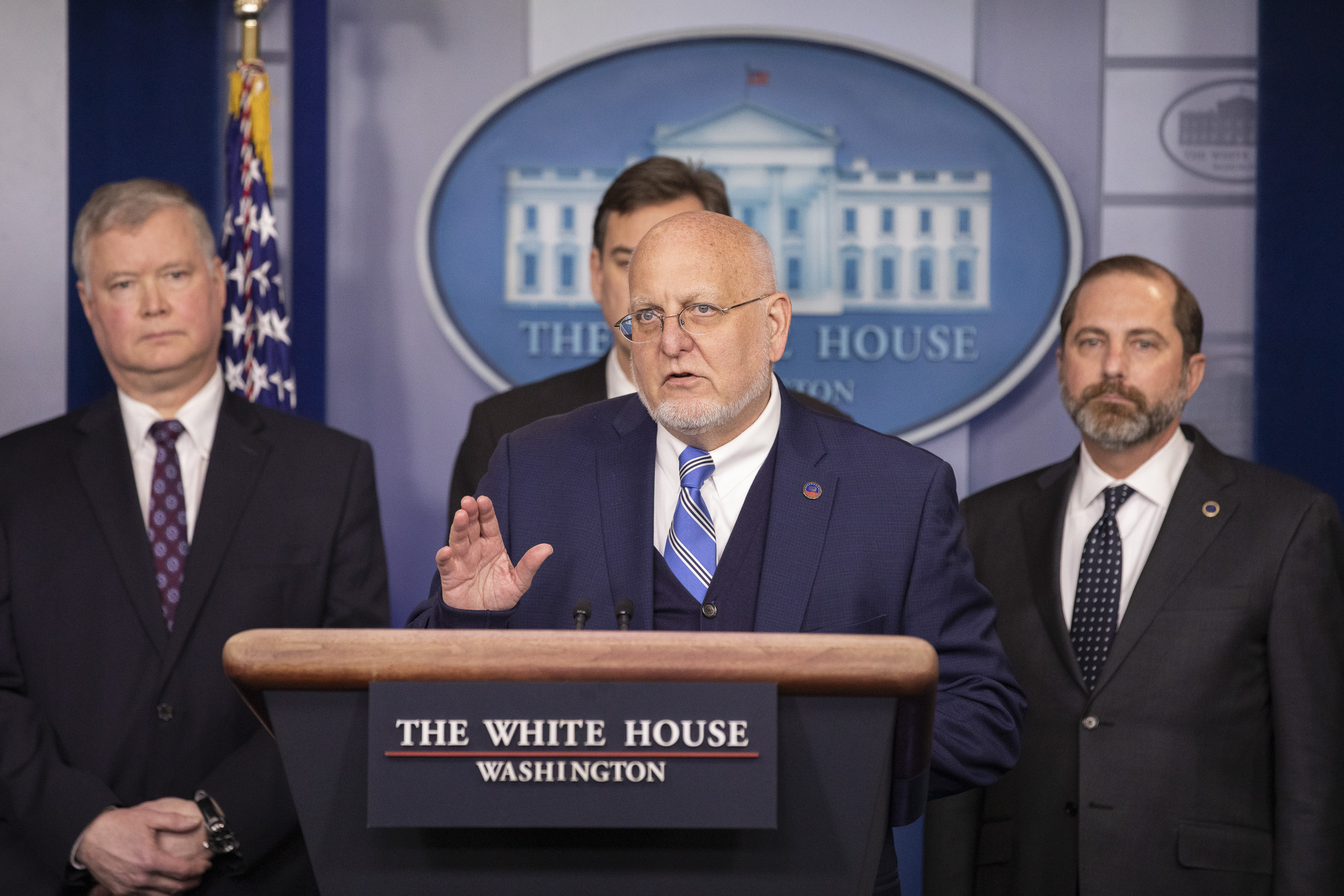
Redfield nói về đại dịch COVID-19 vào tháng 1 năm 2020

Redfield chính thức là giám đốc CDC kể từ ngày 26 tháng 3 năm 2018. Trong bài phát biểu nhậm chức của mình với CDC Redfield đã nói "[Cơ quan này] dựa trên cơ sở khoa học và dựa trên dữ liệu, và đó là lý do tại sao CDC có uy tín trên toàn thế giới." Ông được Tổng thống Donald Trump đề cử cho chức vụ này, sau khi người được bổ nhiệm đầu tiên của Tổng thống từ chức trong vụ bê bối. Đề cử của ông bị coi là gây tranh cãi, và bị Trung tâm Khoa học vì Lợi ích Công phản đối, trong đó viện lý do Redfield thiếu kinh nghiệm quản lý một cơ quan y tế công, lịch sử sai lầm về mặt khoa học và vận động tôn giáo của ông để đối phó với cuộc khủng hoảng y tế cộng đồng. Tạp chí Mother Jones đề cập đến sự ủng hộ của ông về một chương trình tôn giáo nhằm đối phó với cuộc khủng hoảng AIDS.
Trường hợp nhiễm COVID-19  được xác nhận đầu tiên phát hiện tại Mỹ vào ngày 20 tháng 1 năm 2020, trong khi Redfield đang giữ chức giám đốc CDC. Redfield đã ra làm chứng trước Quốc hội vào ngày 2 tháng 3 năm 2020, về sự bùng phát COVID-19 tại Mỹ. Do thiếu kiểm tra trên bệnh nhân và nhân viên y tế đề nghị xét nghiệm, Thượng nghị sĩ Đảng Dân chủ Florida Debbie Wasserman Schultz đã hỏi Redfield về người chịu trách nhiệm đảm bảo xét nghiệm có thể được thực hiện trên những ai cần xét nghiệm. Redfield không thể kể tên một cá nhân cụ thể và tìm đến bác sĩ Anthony Fauci, giám đốc bệnh truyền nhiễm tại NIH, nói rằng, "Hệ thống này không hướng đến những gì chúng ta cần ngay bây giờ... đó là một thất bại."
Phóng viên y tế công Laurie Garrett đã bày tỏ ý kiến, "Redfield làm nhớ đến người tồi tệ nhất bạn có thể nghĩ đến khi đứng đầu CDC vào lúc này. Ông ấy để những định kiến của mình can thiệp vào khoa học, điều mà bạn không thể có được trong đại dịch."

## Tranh cãi

### Nghiên cứu vắc-xin HIV
Năm 1992, Bộ Quốc phòng đã điều tra Redfield sau khi ông bị buộc tội trình bày sai về tác dụng của vắc-xin HIV thử nghiệm, nghiên cứu do chính ông giám sát.
Tháng 7 năm 1992, Redfield đã trình bày một cách trừu tượng về vắc-xin tại hội nghị quốc tế về AIDS ở Amsterdam. Dựa trên kết quả sơ bộ của 15 trong số 26 bệnh nhân đã tiêm vắc-xin, Redfield nói rằng tải lượng virus của bệnh nhân tiêm vắc-xin thấp hơn so với bệnh nhân không tiêm vắc-xin. Hầu hết các nhà nghiên cứu tin rằng tải lượng virus là một chỉ số tốt về hiệu quả của vắc-xin. Vắc-xin sau đó hóa ra không hiệu quả. Nhiều nhà nghiên cứu cho biết Redfield đã đưa ra một diễn giải hợp lý về dữ liệu sơ bộ bằng cách chỉ chọn 15 bệnh nhân đã được tiêm vắc-xin trong 18 tháng.
Năm 1993, một cuộc điều tra của quân đội Mỹ đã xác định rằng Redfield không có hành vi sai trái về mặt khoa học,
Redfield tiếp tục nghiên cứu về vắc-xin gp160; kết quả của thử nghiệm lâm sàng giai đoạn II gồm 27 tác giả của ông đã được công bố trên chuyên san Journal of Infectious Disease năm 2000, với Deborah L. Birx là tác giả chính. Nghiên cứu đa ngành của Redfield là sự hợp tác giữa Bộ Quốc phòng và Viện Y tế Quốc gia, Tuy nhiên, công việc này đã không dẫn đến một loại vắc-xin hiệu quả.

### Hoạt động chống HIV
Cuộc điều tra năm 1993 đã nói rằng Redfield có mối quan hệ chặt chẽ "không phù hợp" với nhóm phi chính phủ "Americans for a Sound AIDS/HIV Policy" (ASAP), đã thúc đẩy vắc-xin gp160. Nhóm được thành lập bởi những Kitô hữu phái phúc âm hoạt động để ngăn chặn sự bùng phát HIV/AIDS bằng cách ủng hộ việc kiêng cữ trước khi kết hôn, thay vì từ bỏ bao cao su — một quan điểm Redfield nói rằng đã thay đổi cả bản thân ông.
Redfield phục vụ trong ủy ban ASAP, mà các nhóm đồng tính chỉ trích vì các chính sách Kitô giáo bảo thủ chống đồng tính, chẳng hạn như phòng ngừa chỉ bằng biện pháp không quan hệ tình dục trước hôn nhân. Redfield cũng là tác giả những lời đề tựa cho cuốn sách do nhà lãnh đạo ASAP W. Shepard Smith viết nên, "Christians in the Age of AIDS" không khuyến khích việc phân phối kim tiêm vô trùng cho người sử dụng ma túy cũng như sử dụng bao cao su gọi họ là "tiên tri giả". Cuốn sách mô tả AIDS là "sự phán xét của Chúa" chống lại người đồng tính. Tại thời điểm được đề cử đứng đầu Trung tâm Kiểm soát và Phòng ngừa Dịch bệnh, Redfield vẫn duy trì mối quan hệ chặt chẽ với các nhà hoạt động chống đồng tính và chống HIV, mặc dù ông đã công khai ủng hộ việc sử dụng bao cao su và từ chối khuyến khích các biện pháp can thiệp chỉ cần kiêng khem. Tuy nhiên, vào những năm 2000, Redfield là người ủng hộ nổi bật cho học thuyết ABC của AIDS trong đó thúc đẩy kiêng khem chủ yếu và bao cao su chỉ là biện pháp cuối cùng.

### Lương giám đốc CDC
Năm 2018, sau khi Redfield được bổ nhiệm vào CDC, phe Dân chủ và các nhóm giám sát đã chỉ trích mức lương 375.000 đô la một năm của ông, cao hơn đáng kể so với mức lương 219.700 đô la của người tiền nhiệm, Tom Frieden, và cao hơn so với cấp trên của chính ông, Alex Azar, Bộ trưởng Y tế và Dịch vụ Nhân sinh (và cựu chủ tịch của một bộ phận của Eli Lilly). Azar và người đứng đầu FDA đã giảm lương đáng kể khi chuyển sang phục vụ chính phủ, nhưng mức lương của họ được Quốc hội ấn định trong khi lương của giám đốc CDC thì không. Trong vài ngày, Redfield đã yêu cầu và nhận được khoản giảm lương xuống còn 209.700 đô la từ 375.000 đô la vì "[ông] không muốn khoản đền bù của mình trở thành một sự xao lãng khỏi công việc quan trọng của CDC."

### Dữ liệu COVID-19
Ngày 6 tháng 4 năm 2020, Redfield đã tuyên bố trên kênh AM 1030 KVOI Radio ở Tucson, Arizona, "[n]hững mô hình được thực hiện, họ cho rằng chỉ khoảng 50 phần trăm công chúng Mỹ sẽ chú ý đến các khuyến nghị. Trên thực tế, những gì chúng tôi nhìn thấy là phần lớn công chúng Mỹ đang thực hiện các khuyến nghị cách ly xã hội trong lòng. Và tôi nghĩ rằng hậu quả trực tiếp của lý do tại sao bạn nhìn thấy các con số sẽ trở nên nhiều, thấp hơn nhiều lần so với dự đoán của các mô hình,"

## Đời tư
Redfield kết hôn với Joyce Hoke, mà ông gặp trong khi đang sinh mổ em bé hồi còn là sinh viên y khoa khi bà là trợ lý điều dưỡng. Họ có sáu người con và chín đứa cháu.